# 莫夫足球會
莫夫馬利體育文化和體育足球俱樂部是一家位於土库曼斯坦馬利州首府马雷的足球俱樂部，現時參加土庫曼超級足球聯賽。

## 歷史
莫夫足球會前身為1966年成立的馬雷火車頭（Lokomotiv Mary），1967年至1969年和1990年至1991年參加蘇聯乙級聯賽（Soviet Second League）。蘇聯解體後莫夫足球會取得的第一個重大成就，在1993年打進土庫曼盃決賽。在決賽中，他們以0:4輸給克派達格。一年後球隊成為土庫曼超級足球聯賽季軍，並獲得參加亞洲盃賽冠軍盃初賽。接下來的10年沒有取得顯著成績，但是在2004年後，莫夫足球會成為土庫曼斯坦最強的足球俱樂部之一。莫夫足球會第二次贏得聯賽季軍，在2005年贏得土庫曼盃：2006年參加亞洲足協盃，並分別輸給丹波（2:2、1:6）和阿爾納斯（0:2、1:4）。

## 榮譽
- 土庫曼超級足球聯賽
  - 亞軍: 2012
- 土庫曼盃: 2
  - 冠軍: 2005, 2008
  - 亞軍: 1993, 2007, 2009
- 土庫曼超級盃（英语：Turkmenistan Super Cup）: 1
  - 冠軍: 2008
  - 亞軍: 2005

## 亞洲賽成績
| 賽季      | 賽事           | 階段   | 俱樂部       | 主場   | 客場   | 總比分 |
| --------- | -------------- | ------ | ------------ | ------ | ------ | ------ |
| 1994–95年 | 亞洲盃賽冠軍盃 | 外圍賽 | 阿萊         | 不適用 | 3–1    | 3th    |
| 1994–95年 | 亞洲盃賽冠軍盃 | 外圍賽 | 拉夫斯漢     | 1–0    | 不適用 |        |
| 1994–95年 | 亞洲盃賽冠軍盃 | 外圍賽 | 柏克塔哥     | 不適用 | 0–4    |        |
| 1994–95年 | 亞洲盃賽冠軍盃 | 外圍賽 | 塔拉斯       | 1–8    | 不適用 |        |
| 2006年    | 亞洲足協盃     | 分組賽 | 丹波         | 2–2    | 1–6    | 3th    |
| 2006年    | 亞洲足協盃     | 分組賽 | 阿爾納斯     | 0–2    | 1–4    |        |
| 2023–24年 | 亞洲足協盃     | 分組賽 | 拉夫山庫洛布 | 1–1    | 0–0    | 4th    |
| 2023–24年 | 亞洲足協盃     | 分組賽 | 阿迪沙艾塔   | 1–1    | 3–8    |        |
| 2023–24年 | 亞洲足協盃     | 分組賽 | 阿恩艾沙     | 1–2    | 0–1    |        |

## 外部鏈接
- 土庫曼斯坦人的足球。土庫曼斯坦 （页面存档备份，存于）